# Distretto di Bargarh
Il distretto di Bargarh è un distretto dell'Orissa, in India, di 1 345 601 abitanti. Il suo capoluogo è Bargarh.